# خافي كابيزاس
خافي كابيزاس (بالإسبانية: Javi Cabezas) (28 فبراير 1990 بقرطبة في إسبانيا - ) هو لاعب كرة قدم إسباني في مركزي الوسط وجناح ‏. لعب مع إيسيخا بالومبيي ونادي باراكالدو ونادي قرطبة ونادي هويسكا وCD Pozoblanco ‏ وCórdoba CF B ‏ وPeñarroya-Pueblonuevo CF ‏.

## روابط خارجية
- خافي كابيزاس على موقع قاعدة بيانات كرة القدم.إي يو (الإنجليزية)
- خافي كابيزاس على موقع Soccerway.com (الإنجليزية)
- خافي كابيزاس على موقع AS.com (الإسبانية)